# Château de Fajac-la-Relenque
Le château de Fajac-la-Relenque est un château situé à Marquein en France, visible depuis Fajac-la-Relenque.

## Localisation
Le château est situé au lieu-dit L'Arlenque sur la commune de Marquein, dans le département français de l'Aude.Il domine les collines de la « petite Toscane ».

## Historique
L'édifice est inscrit au titre des monuments historiques en 2025.